# Ковей
Ковей (рум. Covei) — село у повіті Долж в Румунії. Входить до складу комуни Афумаць.
Село розташоване на відстані 219 км на захід від Бухареста, 49 км на південний захід від Крайови.

## Населення
За даними перепису населення 2002 року у селі проживали 663 особи.
Національний склад населення села:
| Національність | Кількість осіб | Відсоток |
| -------------- | -------------- | -------- |
| румуни         | 581            | 87,6%    |
| цигани         | 82             | 12,4%    |

Рідною мовою назвали:
| Мова      | Кількість осіб | Відсоток |
| --------- | -------------- | -------- |
| румунська | 581            | 87,6%    |
| циганська | 82             | 12,4%    |